# The Reason (Céline Dion)
The Reason è una canzone della cantante canadese Céline Dion, registrata per il suo quinto album in studio in inglese, Let's Talk About Love (1997). Il brano è stato scritto da Carole King, Mark Hudson e Greg Wells e prodotto da George Martin. The Reason fu pubblicato come secondo singolo in alcuni paesi europei l'8 dicembre 1997.

## Antefatti, contenuti e pubblicazioni
Inizialmente Carole King scrisse The Reason per la rock-band americana Aerosmith.
Il singolo fu pubblicato in Europa insieme alla traccia Be the Man, singolo pubblicato contemporaneamente in Giappone. Oltre a quest'ultima, il CD contiene anche Make You Happy e la canzone scritta per Céline da Prince, With This Tear tratta dal secondo album in inglese della cantante. Altre edizioni del singolo includono altri brani come Cherche encore, Lovin' Proof o The Christmas Song, cover inserita nell'album natalizio These Are Special Times (1998).
Dopo la pubblicazione del singolo uscì anche un videoclip musicale diretto da Scott Lochmus, il quale mostra la sessione di registrazione in studio della canzone dove sono presenti anche Carole King e il produttore George Martin. Il videoclip è stato inserito come traccia bonus sul DVD di Au cœur du stade.
La canzone è stata inclusa anche nei greatest hits della Dion The Collector's Series, Volume One (2000) e My Love: Ultimate Essential Collection (2008).

## Interpretazioni dal vivo
Il 6 dicembre 1997 Céline cantò The Reason davanti alla famiglia reale del Regno Unito durante la serata di gala annuale per la raccolta fondi per la Royal Variety Charity del Royal Variety Performance svoltasi al Victoria Palace Theatre di Londra.
Il brano fece parte anche della scaletta della tournée svoltasi tra il 1998 e il 1999, il Let's Talk About Love World Tour. Nel 1998 durante la promozione dell'album Let's Talk About Love, Céline si esibì al Teatro Ariston di Sanremo durante la 48ª edizione del Festival di Sanremo di cui fu ospite. In quell'occasione cantò anche My Heart Will Go On. Il 14 aprile andò in onda sul canale televisivo e musicale VH1, il VH1 Divas Live, un concerto che riuniva cinque dive della musica internazionale, tra cui la stessa Céline Dion. La cantante interpretò The Reason in duetto con l'autrice del brano Carole King.
Tra il 2011 e il 2014, The Reason è stato interpretata durante i concerti del residency show di Cèline Dion tenutosi a Las Vegas, Celine. La canzone è stata anche eseguita nei tour della cantante tenutisi nel 2017 e nel 2018.

## Recensioni da parte della critica
Il redattore del The New York Observer, Jonathan Bernstein, nella sua recensione dell'album Let's Talk About Love scrive:"Comincia in maniera consacrata con una burrascosa e potente ballata The Reason, scritta da Carole King e prodotta da Sir George Martin. Carole King non ha scritto una canzone memorabile in più di un anno e, ciao? George Martin non ha recentemente annunciato che avrebbe lasciato il racket di produttore perché il suo udito stava andando? Quest'ultima afflizione è stata probabilmente sostenuta da una preghiera silenziosa offerta durante la registrazione di The Reason per essere sordo."

## Formati e tracce
CD Singolo Promo (Austria) (Columbia: SAMPCS 4759)
1. The Reason (Radio Edit) – 4:30 (Carole King, Greg Wells, Mark Hudson)

CD Singolo (Europa) (Columbia: COL 665270 1)
1. The Reason – 5:01 (King, G. Wells, Hudson)
2. Be the Man – 4:39 (David Foster, Junior Miles)

CD Maxi Singolo (Europa; Sud Africa) (Columbia: 665270 2; Columbia: CDSIN 240 I)
1. The Reason – 5:01 (King, G. Wells, Hudson)
2. Be the Man – 4:39 (Foster, Miles)
3. Make You Happy – 4:31 (Andy Marvel)
4. With This Tear – 4:12 (Prince)

CD Singolo (Regno Unito) (Epic: 665381 5)
1. The Reason (Album Version) – 5:01 (King, G. Wells, Hudson)
2. Cherche encore – 3:24 (Erick Benzi)
3. Lovin' Proof – 4:09 (Diane Warren)
4. The Christmas Song (Chestnuts Roasting On An Open Fire) – 4:12 (Mel Tormé, Greg Wells)

CD Singolo (Regno Unito) (Epic: 665381 2)
1. The Reason – 5:01 (King, G. Wells, Hudson)
2. Be the Man (On This Night) – 4:39 (Foster, Miles)
3. Make You Happy – 4:31 (Marvel)
4. With This Tear – 4:12 (Prince)

LP Singolo 12" (Francia) (Columbia: COL 665270 6)
1. The Reason – 5:01 (King, G. Wells, Hudson)
2. Be the Man (On This Night) – 4:39 (Foster, Miles)
3. Make You Happy – 4:31 (Marvel)
4. With This Tear – 4:12 (Prince)

MC Singolo (Regno Unito) (Epic: 665381 4)
1. The Reason (Album Version) – 5:01 (King, G. Wells, Hudson)
2. Be the Man (On This Night) – 4:39 (Foster, Miles)
3. The Christmas Song (Chestnuts Roasting On An Open Fire) – 4:12 (Tormé, R. Wells)

## Classifiche

### Classifiche settimanali
| Classifica (1997 - 1998)                               | Posizione massima raggiunta |
| ------------------------------------------------------ | --------------------------- |
| Belgio Fiandre (Ultratip Bubbling Under)               | 14                          |
| Europa (Eurochart Hot 100 Singles)                     | 12                          |
| Islanda (Íslenski Listinn Topp 40)                     | 26                          |
| Regno Unito (Official Singles Chart Top 100)           | 11                          |
| Scozia (Official Scottish Singles Sales Chart Top 100) | 13                          |

### Classifiche di fine anno
| Classifica (1997)                                   | Posizione |
| --------------------------------------------------- | --------- |
| Regno Unito (Official Single Charts Top 200 - 1997) | 152       |

## Crediti e personale
Registrazione
- Registrato ai Air Studios di Londra (UK)

Personale
- Arrangiamento orchestra di - George Martin
- Assistente produttore - Giles Martin
- Direttore d'orchestra - George Martin
- Musica di - Mark Hudson, Carole King, Greg Wells
- Pianoforte - Carole King
- Produttore - George Martin
- Produttore esecutivo - John Doelp, Vito Luprano
- Testi di - Mark Hudson, Carole King, Greg Wells

## Cronologia di uscita
| Paese       | Data | Formato           |
| ----------- | ---- | ----------------- |
| Europa      | 1997 | CD                |
| Francia     | 1997 | Vinile (12")      |
| Regno Unito | 1997 | CD • Musicassetta |
| Sud Africa  | 1997 | CD                |

## Cover di altri interpreti
The Reason fu registrata anche da Carole King per il suo album pubblicato nel 2001, Love Makes the World. Nella versione della King i cori sono stati incisi da Céline Dion. Nel 2013 la cantante britannica Rachel Tucker pubblicò un album intitolato The Reason contenente una cover della canzone omonima.